# Red Scorpion
Red Scorpion ist ein von Joseph Zito gedrehter US-amerikanischer Actionfilm aus dem Jahr 1989. Er war bis August 2011 in Deutschland indiziert. 1994 wurde die Fortsetzung Red Scorpion 2 produziert. Der Film ist wegen seiner Unterstützung durch das südafrikanische Apartheidregime umstritten.

## Handlung
Aufständische in der afrikanischen Provinz Momkaba machen der sowjetischen Besatzung immer mehr Probleme. Die Sowjets haben die Aufständischen unter der Führung von Sundata lange Zeit unterschätzt. Der perfekt ausgebildete sowjetische Spezialagent Nikolai Garunjevich Rachienko wird beauftragt, Sundata zu töten. Über dessen Gefährten Kallunda Kintash, den er aus dem Gefängnis befreit und der ihn für einen Deserteur hält, gelingt es ihm, zum Versteck von Sundata zu gelangen. In der darauffolgenden Nacht misslingt jedoch sein Mordversuch, er wird von den Afrikanern ausgesetzt, von den Sowjets aufgegriffen und den Kubanern, die gemeinsam mit den Sowjets das Land besetzen, übergeben. Er soll wegen Verrats die Todesstrafe erhalten, jedoch gelingt ihm die Flucht. Als Nikolai aus Erschöpfung zusammenbricht, wird er von einem Skorpion gestochen. Ein Buschmann hilft ihm, pflegt ihn wieder gesund. Nach einem Chemiewaffenangriff auf das Dorf der Buschleute kehrt er zu den Aufständischen zurück. Er unterstützt nun die Einheimischen beim Befreiungskampf und hat Erfolg. Die sowjetischen und kubanischen Truppen werden vernichtend geschlagen. Am Ende tötet Nikolai noch seinen ehemaligen Vorgesetzten General Vortek, der vergeblich versucht, mit dem Hubschrauber zu entkommen.

## Produktionsnotizen
Swasiland erteilte keine Drehgenehmigung, so dass man nach Namibia ausweichen musste. Zu dieser Zeit war Namibia als Südwestafrika vom südafrikanischen Apartheidregime fremdverwaltet. Warner Bros. zog sich daher aus der Produktion zurück. Die Anti-Apartheid-Organisation Artists and Athletes Against Apartheid verurteilte die Produktion und sah darin einen Verstoß gegen das anti-südafrikanische Embargo. Craig Williamson, ehemaliger Major der südafrikanischen Polizei, half bei den Dreharbeiten. Der US-amerikanische Produzent Jack Abramoff war gleichzeitig Leiter der anti-kommunistischen Lobbyorganisation International Freedom Foundation (IFF), die 1986 in Washington, D.C. gegründet worden war und laut Williamson „ein Instrument der politischen Kriegsführung gegen die Feinde der Apartheid“ sein sollte. Williamson war für die IFF in Südafrika verantwortlich.

## Kritiken
Richard Harrington bemängelte in der Washington Post vom 22. April 1989 die mangelnde Originalität des Films, den er mit den Filmen Rambo und Rocky verglich.

„Ein ebenso gehässiger wie primitiver Actionfilm.“

## Ausgaben
Der Film erschien im August 1989 auf VHS und Laserdisc. Synapse Films veröffentlichte im Juni 2012 in den USA eine Blu-ray/DVD-Sammlerausgabe mit vielen Extras.

## Red Scorpion 2
Ebenfalls von Jack Abramoff produziert wurde der Film Red Scorpion 2 aus dem Jahr 1994, der aber keine Bezüge zum ersten Teil aufweist und in dem Dolph Lundgren nicht mehr mitspielt.